# 레오폴트 폰 호엔촐레른 후작
레오폴트 슈테판 카를 안톤 구스타프 에두아르트 타실로 폰 호엔촐레른 후작(독일어: Leopold Stephan Karl Anton Gustav Eduard Tassilo Fürst von Hohenzollern: 1835년 9월 22일 ~ 1905년 6월 8일)은 호엔촐레른가 슈바벤파의 당주로, 왕통이 계승된 에스파냐의 새 국왕 후보로 거론되면서 당대 유럽 정계의 풍파의 한가운데 섰다. 레오폴트 본인은 에스파냐 왕위를 거부했지만, 이것이 격화되면서 보불전쟁이 일어나게 된다.

## 자녀
| 사진 | 이름                         | 생일            | 사망                   | 기타                   |
| ---- | ---------------------------- | --------------- | ---------------------- | ---------------------- |
|      | 빌헬름 폰 호엔촐레른 공자    | 1864년 3월 7일  | 1927년 10월 22일(63세) | 2남 1녀                |
|      | 페르디난트                   | 1865년 8월 24일 | 1927년 7월 20일(61세)  | 루마니아 국왕, 3남 3녀 |
|      | 카를 안톤 폰 호엔촐레른 공자 | 1868년 9월 1일  | 1919년 2월 21일(50세)  | 1남 3녀                |